# Umberto Agliorini
Umberto Agliorini (* 19. Jahrhundert in Ferrara; † 20. Jahrhundert) war ein italienischer Turner.

## Karriere
Umberto Agliorini nahm an den Olympischen Spielen 1908 in London teil. Er belegte mit dem italienischen Team im Mannschaftsmehrkampf den sechsten Platz.